# Siriporn Ampaipong
Siriporn Ampaipong (em tailandês:  ศิริพร อำไพพงษ์, Udon Thani, Tailândia, 7 de dezembro de 1964 -) é uma cantora e atriz tailandesa. Ele alcançou fama internacional em 1981-atualmente com seu albums Bo Rak Si Dam", "Parinya Jai", "Phue Mae Phae Bor Dai", "Soo Phuea Nong Dai Mai".

## Discografia

### Álbuns
- Parinya Jai (ปริญญาใจ)
- Soo Puea Nong Dai Mai (สู้เพื่อน้องได้ไหม)
- Raeng Jai Rai Wan (แรงใจรายวัน)
- Puea Mae Pae Bo Dai (เพื่อแม่แพ้บ่ได้)
- Phae Jai Khon Dee (แพ้ใจคนดี)
- Aok Hak Pro Hak Ai (อกหักเพราะฮักอ้าย)
- Tua Jing Pra Jam Jai (ตัวจริงประจำใจ)
- Phoo Pae Kae Kho Ber (ผู้แพ้แค่ขอเบอร์)
- Yan Boe Me Chard Na (ย่านบ่มีชาติหน้า)
- Sa Tree Mai Lek Nueng (สตรีหมายเลขหนึ่ง)
- Hua Na Kang Sao Suea Dam (หัวหน้าแก๊งสาวเสื้อดำ)
- Parinya Jep (ปริญญาเจ็บ)
- Phoo Ying Lai Mue (ผู้หญิงหลายมือ)